# Vanderbilt Commodores (honkbal)
Het Vanderbilt Commodores honkbalteam vertegenwoordigt Vanderbilt University in NCAA Division I honkbal. Het team speelt in divisie oost van de Southeastern Conference (SEC). In 2014 en 2019 wisten de Commodores de College World Series te winnen. Daarnaast waren de Commodores in 2015 en 2021 runner-up.
Sinds 2003 is Tim Corbin de hoofdcoach van de Commodores. Onder zijn leiding bereikten de Commodores hun grootste successen.

## Geschiedenis
De Vanderbilt Commodores zijn pas in de 21e eeuw echt succesvol geworden. Tot 2004 wisten de Commodores alleen in 1973, 1974 en 1980 het NCAA Tournament te bereiken. Sinds 2004 lukte dat alleen in het seizoen 2005 niét. In deze periode wisten de Commodores zich in 2011, 2014, 2015, 2019 en 2021 te plaatsen voor de College World Series. In 2014 en 2019 wisten ze de College World Series te winnen en kroonden ze zich tot nationaal kampioen.
De Commodores zijn zeven keer kampioen geworden in de Southeastern Conference (SEC), namelijk in 1973, 1974, 1980, 2007, 2011, 2013 en 2019. Daarnaast heeft Vanderbilt vijf keer het SEC Tournament weten te winnen, namelijk in 1980, 2007, 2019, 2023 en 2025.

## Stadion
De Commodores spelen hun wedstrijden op Hawkins Field in Nashville, Tennessee. Het stadion werd in 2002 geopend en heeft een capaciteit van 3.802. Het stadion is vernoemd naar (de familie van) Charles Hawkins III, die meer dan $2 miljoen doneerde ten behoeve van het stadion.